# Capriasca
Capriasca is een gemeente en plaats in het Zwitserse kanton Ticino, en maakt deel uit van het district Lugano.
Capriasca telt 4623 inwoners.